# Jan Haft

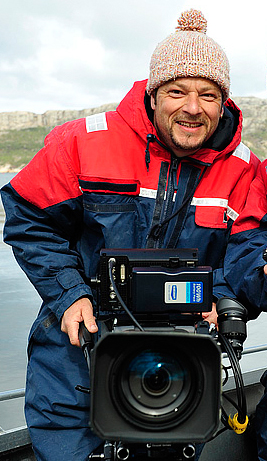
Jan Haft, um 2010, bei den Dreharbeiten zu Wildes Skandinavien

Jan Michael Haft (* 1967 in München) ist ein deutscher Dokumentarfilmer, dessen Tier- und Naturfilme vielfach prämiert wurden.

## Leben
Jan Haft ist der Sohn einer Grundschullehrerin, sein Vater ist Physiker und Patentanwalt. Bereits als Kind war Jan Haft von der heimatlichen Natur fasziniert, so dass sein Wunsch, später beruflich damit zu tun zu haben, schon früh feststand. Seinen Zivildienst leistete er beim Landesbund für Vogelschutz ab. An der Technischen Universität München sowie an der Universität Würzburg studierte er Geologie, Paläontologie und Biologie. Anfang der 1990er Jahre begann er als Assistent beim Tierfilm, wo er im Verlauf mehrmonatiger Drehreisen, zum Beispiel von Wieland Lippoldmüller oder Walter Sigl, bei den Arbeiten half und wichtige Erfahrungen sammelte.
1996 gründete er seine eigene Filmproduktionsfirma, ab 2001 unter dem Namen nautilusfilm GmbH, mit der er Naturdokumentationen produzierte, die zahlreiche Auszeichnungen erhielten. Heute ist sein Unternehmen eines der erfolgreichsten in der deutschen Naturfilm-Branche. Bis 2015 erhielt er mehr als 180 Auszeichnungen von internationalen Naturfilmfestivals. Jan Haft lebt in einem Ort im oberbayerischen Isental, das er mit der mehrfach prämierten Dokumentation Mein Isental bekannt gemacht hatte. Weitere Projekte führten ihn um die ganze Welt.
Die Filme von Jan Haft werden in der Regel vom öffentlich-rechtlichen Fernsehen koproduziert. Eine 3sat-Redaktion urteilte über seine Arbeiten: „Haft konzentriert sich nicht unbedingt auf das Mächtige, Große, sondern rückt Kleinigkeiten ins kinogerechte Licht, wie etwa Hirschkäfer, Eisvögel oder Feldgrillen.“ Das NDR Fernsehen fand: „So lebendig, so mystisch wie bei Jan Haft hat man den Wald noch nie gesehen. Es ist ein Ort voller großer und kleiner Wunder, den Haft in seinem neuen Dokumentarfilm Mythos Wald zeigt.“ 2013 lief in der Naturfilm-Reihe Erlebnis Erde als Zweiteiler Wilder Rhein, Haft zeigt darin die Rheinfauna von der Nordsee bis zu den Alpen. Nach fünf Jahren Drehzeit kam im September 2015 sein Naturfilm Magie der Moore mit Axel Milberg als Sprecher ins Kino. Die Dokumentation verwendet erneut Weitwinkel- und Teleobjektive, Schnorchel- und Endoskop-Optiken, Seilbahnen und selbst konstruierte Schienensysteme für motorbetriebene Kameraschlitten.
Am 4. April 2019 kam Hafts Naturfilm Die Wiese – Ein Paradies nebenan in die deutschen Kinos, das Projekt wurde von der Deutschen Wildtier Stiftung gefördert. Neben der Vielfalt von Flora und Fauna der heimischen Naturwiesen zeigt der Film auch die Verödung der Wiesen durch Überdüngung und Pestizide. Nach Ansicht in der Tageszeitung Die Welt präsentiere der Film „atemberaubende Bilder heimischer Natur“. Die Wiese sei jedoch auch „ein Aufruf zum achtsamen Umgang mit einem Lebensraum, dessen fortschreitender Rückgang das Artensterben noch weiter beschleunigen könnte.“.
2023 veröffentlichte Haft einen essayistischen Text zum Verständnis der menschlichen Verklärung von Wildnis. Er schlägt einen neuen Blick auf die verbliebene Wildnis und deren Restauration vor.
Jan Hafts Ehefrau Melanie Haft ist Medien- und Kommunikationswissenschaftlerin. Sie arbeitet seit 2001 als Produktionsleiterin für ihre gemeinsame Filmproduktionsfirma Nautilusfilm GmbH und produziert die meisten Filme von Jan Haft. Das Ehepaar hat drei Kinder und die Familie lebt in einem Bauernhaus im Isental.

## Produktionstechniken
In seinen Filmen entwickelte Haft nach Ansicht vieler Beobachter eine sehr eigenständige Filmsprache und Ästhetik. In einem NDR-Porträt wurde der technische Aspekt seines Filmstils beschrieben: „Zeitlupen und Zeitraffer, Makroaufnahmen und bewegte Kamera machen für das Auge kaum sichtbare Vorgänge erlebbar und decken verborgene Zusammenhänge auf. Seine Filme lassen den Zuschauer tief in eine ihm anscheinend bekannte Welt eintauchen und ihn diese völlig neu entdecken. Dabei werden nicht nur dem Auge immer wieder neue optische Höhepunkte geboten, sondern auch scheinbar sichere Erkenntnisse in Frage gestellt.“
Jan Haft vertont teilweise mit Teleobjektiv gedrehte Aufnahmen von Vögeln mit Stimmen aus dem Archiv nach oder nimmt sie getrennt auf. Zeitraffer-Aufnahmen werden oft im Studio gedreht, um unabhängig vom Wetter und der Sonnenlaufbahn agieren zu können.
Zur musikalischen Ergänzung seiner Produktionen arbeitet Haft mit den DJs Dominik Eulberg und Sebastian Schmidt zusammen. Musik mit 4/4-Takt ist laut Haft sehr gut für seine Naturfilme geeignet und komme beim Publikum ausgezeichnet an.

## Werke und Auszeichnungen (Auswahl)

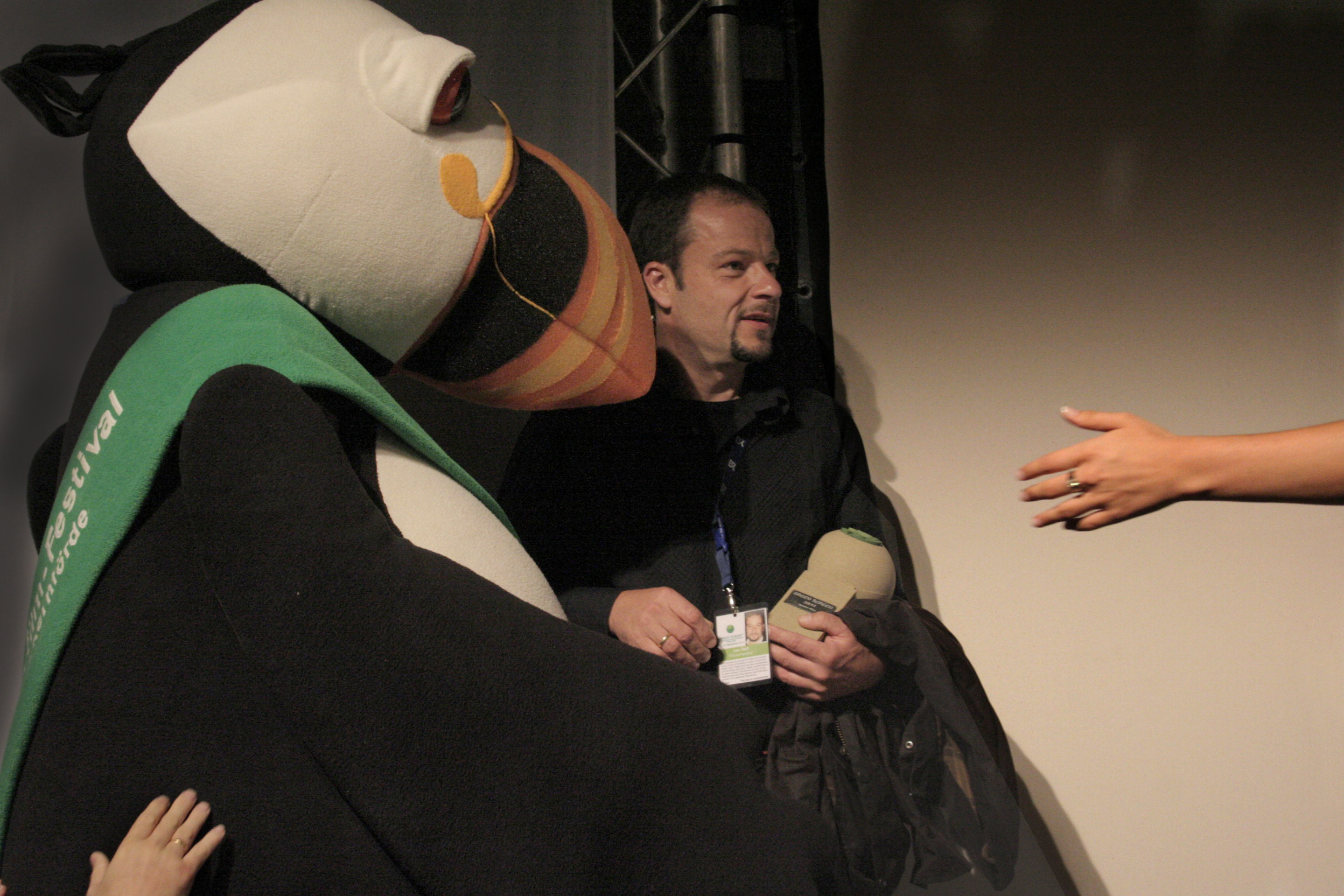
Jan Haft beim Internationalen Naturfilmfestival Green Screen 2011, in Eckernförde mit dem Preis Bester Film für Wildes Skandinavien – Norwegen

- 2007: Die Geschichte der Blumenwiese (Green Screen: Bester Film/ Puchalski Film Festival, Polen: Best Educational Film)
- 2008: Wilde Türkei (Green Screen: Bester Film)
- 2008: Mein Isental (NaturVision: Filmpreis Bayern/TUR Ostrava, Tschechien: Grand Prix)
- 2009: Mythos Wald (Berg- und Abenteuerfilmfestival Graz, Österreich: Grand Prix Graz)
- 2010: Das Kornfeld – Dschungel für einen Sommer (Darsser Naturfilmfestival: Deutscher Naturfilmpreis 2010 / NaturVision: Der Große Filmpreis und Die Beste Kamera [13]/Green Screen: Beste Bildgestaltung)
- 2011: Wildes Skandinavien – Norwegen (Green Screen: Bester Film/ Darsser Naturfilmfestival: Deutscher Naturfilmpreis 2011)
- 2015: Wilde Slowakei (NaturVision: Sonderpreis der Jury)
- 2015: Seeadler – Der Vogel Phönix (Naturfilmtage Bayrischer Wald: Filmpreis Bayern)
- 2016: Wildes Deutschland – Der Chiemsee (Green Screen: Heinz-Sielmann-Filmpreis)
- 2016: Magie der Moore (Darsser Naturfilmfestival: Bester Film Wildnis Natur)
- 2017: Biene Majas wilde Schwestern (Darsser Naturfilmfestival: Bester Film Wildnis Natur)
- 2018: Magie der Fjorde (Darsser Naturfilmfestival: Bester Film Wildnis Natur)
- 2018: Magisches Island (Internationales Mountainfilm-Festival Graz: Grand Prix Graz 2019)[14]
- 2019: Die Wiese – Ein Paradies nebenan
- 2019: Rettet die Insekten! mit Dirk Neumann[15]
- 2021: Heimat Natur
- 2022: Was ist Wildnis?
- 2023: Die Geschichte vom Orangeroten Heufalter

## Filme über Haft (Auswahl)
- Der auf die Tiere wartet – Jan Haft. Dokumentarfilm, Deutschland, 2017, 44:08 Min., Buch und Regie: Werner Schuessler, Produktion: Bayerischer Rundfunk, Reihe: natur exclusiv, Erstsendung: 2. September 2017 beim Bayerischen Fernsehen, Inhaltsangabe von BR.

- Passion for Planet – Leben als Tierfilmer. Dokumentarfilm, Deutschland, 2017, 90 Min., Buch und Regie: Werner Schuessler, Produktion: ¿are u happy? films, Indi Film, SWR, SRF, Reihe: natur exclusiv, Erstsendung: 23. August 2017 bei Das Erste, Inhaltsangabe von ARD, Vorschau, 1:31 Min. Porträt der Tier- und Naturfilmer Jan Haft, Rob Stewart, Rita Banerji, Mark Shelley, Michael und Rita Schlamberger.

- Abenteuer Naturfilm. Gespräch mit Video-Einspielungen, Deutschland, 2014, 58:15 Min., Moderation: Andrea Grießmann, Produktion: WDR, BR-alpha, SWR, Reihe: Planet Wissen, Erstsendung: 21. Januar 2014 bei WDR, online-Video.

## Mitgliedschaften
- Haft ist Mitglied im Stiftungsrat der Heinz Sielmann Stiftung.[16]

## Schriften
- Jan Haft: Die Wiese: Lockruf in eine geheimnisvolle Welt. Penguin Verlag, München 2019, 256 S., ISBN 978-3-328-60066-4, eingeschränkte Vorschau in der Google-Buchsuche, Besprechungen: [17].
- Jan Haft: Heimat Natur: Eine Entdeckungsreise durch unsere schönsten Lebensräume von den Alpen bis zur See. Penguin Verlag 2021, ISBN 978-3-328-60164-7.
- Jan Haft: Wildnis – Unser Traum von unberührter Natur. Penguin Verlag 2023, ISBN 978-3-328-60273-6.